# Kohärenz (Metallurgie)
Kohärenz bezeichnet  in der Metallkunde die Anbindung der Gitterstruktur der Ausscheidung an die Werkstoffmatrix.
Weicht die Gitterkonstante der Ausscheidung – bei gleichem Kristalltyp – von derjenigen der sie umgebenden Matrix um weniger als 2 % ab, so können die Gitterebenen der Matrix in die der Ausscheidung übergehen.
Haben Ausscheidungen und Matrix nur einige gemeinsame Gitterebenen, so spricht man von Teilkohärenz.
Inkohärente Ausscheidungen weisen keine gemeinsamen Gleitebenen auf, deswegen können die die Verformung tragenden Versetzungen sie auch nicht schneiden (in diese Teilchen eindringen).
Die Kohärenz bzw. kohärente Ausscheidungen spielen eine besondere Rolle beim elektrischen Widerstand von Werkstoffen, da sie die Gitterparameter beeinflussen.

## Aushärten von Aluminiumlegierungen
Die Kohärenz bzw. kohärente Ausscheidungen spielen eine besondere Rolle beim Ausscheidungshärten von Aluminiumlegierungen. Die gezielte Änderung des Werkstoffgefüges durch eingelagerte Fremdmetalle hat wesentliche Auswirkungen auf die Festigkeitseigenschaften der entstehenden Legierungen.
Bei Aluminiumlegierungen unterscheidet man:
- Aushärtbare Legierungen: Werkstoffe, bei denen eine Festigkeitssteigerung außer durch Kaltumformung (Kaltverfestigung) auch durch eine Wärmebehandlung erreicht wird, also durch:

- Kaltaushärtung (Lösungsglühen und Abschrecken und Auslagern bei Raumtemperatur)
- Warmaushärtung (Auslagerung bei erhöhter Temperatur).

Hierzu gehören Legierungstypen wie
- Aluminium-Kupfer
  - Aluminium-Kupfer-Magnesium
  - Aluminium-Kupfer-Titan
  - Aluminium-Kupfer-Titan-Magnesium

- Aluminium-Magnesium-Silizium
- Aluminium-Zink-Magnesium-Kupfer
- Aluminium-Silizium-Magnesium.

- Nicht aushärtbare Aluminiumlegierungen: Werkstoffe, bei denen eine Festigkeitssteigerung nur durch Kaltumformung erreicht werden kann:
  - Aluminium-Magnesium
  - Aluminium-Magnesium-Mangan
  - Aluminium-Mangan
  - Aluminium-Eisen-Silizium
  - Reinst- und Reinaluminium.